# Nereis obscura
Nereis obscura är en ringmaskart som beskrevs av Gravier och Dantan 1934. Nereis obscura ingår i släktet Nereis och familjen Nereididae. Inga underarter finns listade i Catalogue of Life.